# 갯쇠돌피
갯쇠돌피(Polypogon monspeliensis)는 포아풀아과 쇠돌피속에 속하는 잡초이다. 남부 유럽 원산이나 현재는 전세계에 퍼져 있고, 일부 지역에서는 유해잡초 취급 받기도 한다. 키가 5 센티미터에서 1 미터 사이인 1년생 목초이다.